# Eternal September
Eternal September (deutsch Ewiger September, auch: englisch September that never ended / der September, der nie endete oder englisch endless September / endloser September) ist Usenet-Jargon für den Zeitraum ab September 1993. Hinter der Verwendung dieser Begriffe steht die Ansicht, dass das Niveau der Diskussionen und des allgemeinen Verhaltens in Usenet-Gruppen seit September 1993 wegen des stetigen Stroms neuer Usenet-Teilnehmer stark abgenommen habe. Der Begriff wird häufig im englischen Original verwendet, jedoch auch vereinzelt in der deutschen Übersetzung.

## Geschichte
Als das Usenet als Diskussionsmedium begründet wurde, hatten vor allem Universitäten Zugang dazu. Jedes Jahr im September bekamen neue Studenten, die zunächst nichts über gängige Verhaltensweisen und die Netiquette wussten, Zugang zum Usenet. Der September stellte also den Zeitraum des Jahres dar, der die größte Anzahl Anfänger in das Medium Usenet brachte. Nach einiger Zeit, üblicherweise zum Ende des jeweiligen Septembers, lernten die Neulinge im Allgemeinen, sich anzupassen.
Im September 1993 stellte der große, kommerzielle Netz-Provider AOL erstmals seinen Kunden Zugriff auf das Usenet zur Verfügung. Aus der Sicht vieler alteingesessener Usenet-Teilnehmer waren diese Neuzugänge wesentlich weniger in der Lage, sich die Gepflogenheiten anzueignen als die Erstsemestler. Dies lag zum einen daran, dass AOL seine Kunden nicht über die Bräuche aufklärte. Außerdem sahen Newsgroups für AOL-Kunden wie ein weiterer AOL-Dienst aus. Nicht zuletzt war es aber die schiere Anzahl neuer Teilnehmer. Die alteingesessenen Benutzer waren deswegen schlichtweg überfordert, die üblichen Diskussionen mit allen Neulingen zu führen, denen sie fehlende Netiquette und Kenntnisse in der korrekten Verwendung des Mediums vorwarfen. Da aber auch das AOL-Beschwerdemanagement gegen die eigenen Nutzer nach Meinung vieler Usenet-Teilnehmer nicht ausreichend agierte, stand AOL 1999 einmal kurz vor einer „Usenet Death Penalty“ (UDP), der „Usenet-Todesstrafe“, bei der die Mehrzahl der übrigen Usenet-Server AOL-basierte Postings nicht mehr weitergereicht und somit AOL vom übrigen Usenet abgeschottet hätte.
Seit damals hat die drastische Zunahme der Popularität des Internets zu einem konstanten Strom neuer Benutzer geführt. Daher hat – aus Sicht der Vor-1993-Benutzer – der normale September-Zufluss an Neulingen nie geendet und es war bald vom September, der nie enden würde, die Rede.
Am 25. Januar 2005 kündigte AOL an, das Angebot eines eigenen Newsservers einzustellen, hauptsächlich wegen mangelnden Interesses bei Durchschnittskunden. Am 9. Februar 2005 beendete AOL offiziell dieses Angebot.

## Verbreitung
Als Hommage an diesen Begriff sind manche Computerprogramme wie Mutt in der Lage, das Datum in Abhängigkeit vom 1. September 1993 anzuzeigen, wenn sie auf modifizierte Datumsprogramme wie sdate zurückgreifen. So war dann etwa der 27. Oktober 2014 der 7727. September 1993.
Noch heute existiert mit Eternal-September.org ein Newsserver, der dieses Phänomen in Erinnerung hält.